# Мотт, Маргерит Де Ла
Ма́ргерит Де Ла Мотт (англ. Marguerite De La Motte; 22 июня 1902, Дулут, Миннесота, США — 10 марта 1950, Сан-Франциско, Калифорния, США) — американская актриса.

## Биография
Маргерит Де Ла Мотт родилась 22 июня 1902 года в Дулуте (штат Миннесота, США). В 1918 году, когда Маргерит было 16 лет, её родители погибли в автокатастрофе. Она и её младший брат были взяты под опеку продюсером Дж. Л. Фротингемом, который скончался 7 лет спустя после взятия над детьми опеки. В ранней молодости Маргерит занималась балетом под руководством Анны Павловой.
Сниматься в кино Маргерит начала в 1918 году, дебют в кино — роль Лены из фильма «Аризона». Де Ла Мотт не смогла работать с появлением звукового кино и окончила карьеру актрисы в 1942 году, сыграв к тому моменту 62 роли.
В 1924 году Маргерит вышла замуж за актёра Джона Бауэрса (вместе с ним она играла в фильме 1925 года «Дочери, которые платят», причём по сюжету в конце фильма их герои поженились). Их брак длился в течение 12 лет и окончился 17 ноября 1936 года смертью Бауэрса, 50-летний актёр утопился. Позже Маргерит вышла замуж во второй раз, её избранником стал Сидни Х. Ривкин, они развелись после четырёх лет брака. Детей у Маргерит не было.
Маргерит была близкой подругой актрисы Барбары ла Марр, которая скончалась в 1926 году от туберкулёза.
47-летняя Маргерит скончалась 10 марта 1950 года от тромбоза головного мозга в Сан-Франциско (штат Калифорния, США).
За свой вклад в киноиндустрию Маргерит была удостоена звезды Голливудской «Аллеи славы» на Голливудском бульваре 6902.